# 廃油ストーブ

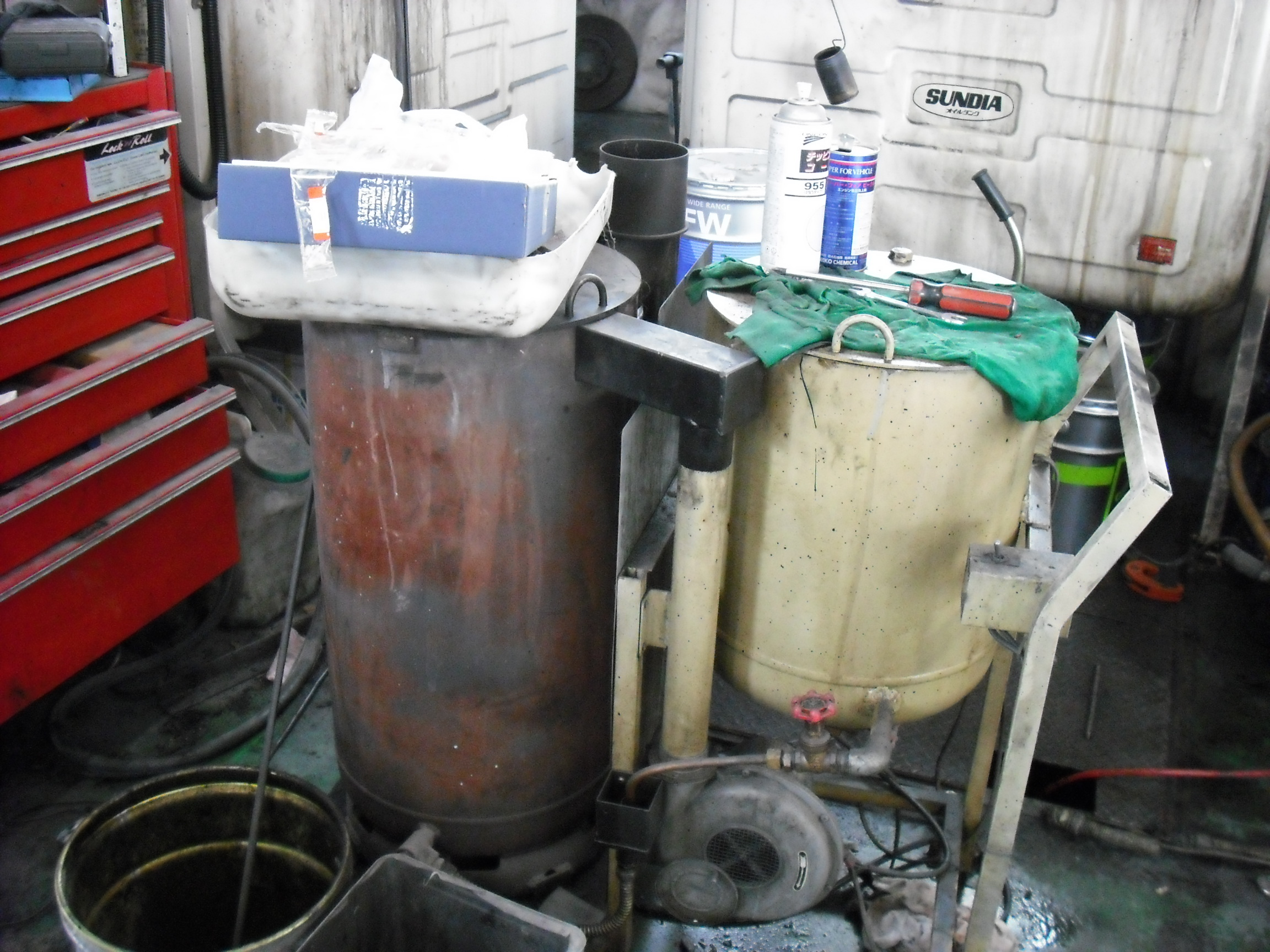
廃油ストーブの例。右側の燃料タンクに廃油を入れて送風スイッチを入れると送風機が回り、それと同時に左側の燃焼タンクへ燃料が供給される。燃焼の調節は廃油の供給量を蛇口で調節することで行う。着火時は燃料供給と同時に紙などの可燃物を燃やして燃焼タンクに落としておく。消火は廃油供給の蛇口を全閉にして送風スイッチを切ると自然消火する。

廃油ストーブ（はいゆストーブ）はエンジンオイルなどの使用済み潤滑油（廃油）を燃料として利用する暖房機器である。自動車整備工場などでは日常的に廃油が排出されており、今日のように廃油の回収及びサーマルリサイクルの経路が確立されていなかった時代には廃油処分の合理的な手段として用いられることが多かった。

## 構造
基本的にはポット式石油ストーブの構造に類似しており、主要部品は上部に煙突と送風管、下部に廃油供給管を持つ円筒状の燃焼筒がある。燃焼には芯を用いず、燃焼筒の燃焼室内へ直接燃料を流し込んで燃焼させる方式である。ポット式石油ストーブを改造して廃油を燃料にできるようにしたものも見られる。
燃焼室の底部（ポット）を適当な量の燃料で満たし、電熱線やマッチなどの種火で廃油に点火する。その後、燃焼室内に配置された送風管へ電動送風機で空気を送り（強制給気）、送風管に開けられた空気孔から燃焼室内へ螺旋を描くように空気が送り込まれることで燃焼が促進される。エンジンオイルなどを主体とした廃油は灯油よりも燃焼しにくいために送風機無しでは燃焼の持続が困難であり、送風機を駆動するに足る電源が必要である。
火力は燃料供給管からの廃油の送油量により調節される。市販品においてはダイヤル式の油量調節器が備えられていることもあるが、ごく簡単な構造のものは一定時間おきに廃油供給管からひしゃくや灯油ポンプなどで任意に廃油を供給し、燃焼室内の廃油油面を一定のレベルに保つことで「燃焼状態を維持する」程度のことしかできない場合もある。廃油供給管と燃焼筒の位置関係により燃焼室内の最大油量が左右されるため、自作品の場合には廃油供給管の配置に試行錯誤を重ねなければならない場合もある。
市販品では燃焼室が耐熱塗装を施した薄鋼板製の外板で覆われ、その外板からの輻射熱で部屋を暖める構造を採る物もあるが、自作品では燃焼筒が外部に露出したままの場合もある。一般的に煤煙はあまり発生しない。発熱量は石油ストーブより大きいものが多いため、壁際への設置には注意を要する。
燃焼効率は送風管の構造により大きく左右される。送風管の構造が稚拙な場合には炎色は赤色や黄色を呈し、煙突からの煤煙や炎の噴出も増える傾向があるが、送風管から出る空気が燃焼室内で螺旋を描くように考慮されている場合には炎色は青白色を呈し、煙突からの煤煙もほとんど発生しない。業務用市販品の中には10-50坪クラスの暖房能力を持つものもある。

## 廃油ストーブの自作
今日では廃油のサーマルリサイクル網が確立したことや、高効率な石油暖房器具が普及したことによって廃油ストーブを製造するメーカーは少なくなっている。しかし、廃材と溶接機があれば個人レベルでも自作が可能であり、他の石油暖房機器と比較して自作される事例が多く、インターネット上で製作方法を公開する者も多い。自動車やオートバイの整備を趣味とするエンスージアストが趣味の延長上で製作し、整備で排出した廃油をガレージの暖房に使用する事例は少なくない。
その構造や性能は制作者の技術レベルによって玉石混淆であり、単なる廃油焼却炉の域を出ないものもあるが、送風管の構造に凝って市販品に劣らない程の完全燃焼を実現したものや、フロートバルブなどを用いて自動給油機構などを実現するものなど様々なものが存在する。また、使用される材料も制作者により様々であるが、燃焼筒にはプロパンガスの廃ボンベ、煙突には市販の薪ストーブ用煙突、送風管には水道管や鉄パイプの廃材を繋ぎ合わせたもの、送風機には換気扇の廃材から得られるシロッコファンを用いる構成が多い。中には、燃焼筒にスチールホイールを積み重ねて溶接したものや、送風機に廃車から取り外したカーエアコン用ブロワモーターや手持ち式の電動ブロワーを利用したものも存在する。